# Или (индейская резервация)
Или (англ. Ely Shoshone Indian Reservation) — индейская резервация западных шошонов, расположенная в восточно-центральной части штата Невада, США.

## История
До появления европейцев в долине Стептоу было несколько поселений западных шошонов. Они называли свою родину Баханай. Из-за постройки железной дороги и притока белых поселенцев традиционный уклад западных шошонов был разрушен и они были вытеснены со своих земель. Индейцы должны были зарабатывать себе на жизнь, работая на шахтёров и скотоводов, или в домах в этом районе.
Индейская резервация Или была создана в 1931 году, а через три года племя или-шошоны сформировало совет в соответствии с Законом о реорганизации индейцев. 20 декабря 2006 года президент США Джордж Уокер Буш подписал законопроект о передаче 3 526 акров в доверительное управление племени или-шошонов. 

## География
Резервация расположена в южно-центральной части округа Уайт-Пайн и состоит из шести земельных участков. Общая площадь резервации составляет 14,669 км². Административным центром резервации является город Или.

## Демография
| Год переписи                    | Нас. |  | %±    |
| ------------------------------- | ---- |  | ----- |
| 2000                            | 133  |  | —     |
| 2010                            | 202  |  | 51,9% |
| 2020                            | 240  |  | 18,8% |
| 2000–2020 U.S. Decennial Census |      |  |       |

По данным федеральной переписи населения 2000 года в резервации проживало 133 человека.
Согласно федеральной переписи населения 2020 года в резервации проживало 240 человек, насчитывалось 88 домашних хозяйств и 87 жилых домов. Средний доход на одно домашнее хозяйство в индейской резервации составлял 48 750 долларов США. Около 23,5 % всего населения находились за чертой бедности, в том числе 25,7 % тех, кому ещё не исполнилось 18 лет, и 28,9 % старше 65 лет.
Расовый состав распределился следующим образом: белые — 29 чел., афроамериканцы — 0 чел., коренные американцы (индейцы США) — 158 чел., азиаты — 3 чел., океанийцы — 0 чел., представители других рас — 0 чел., представители двух или более рас — 50 человек; испаноязычные или латиноамериканцы любой расы составили 31 человек. Плотность населения составляла 16,36 чел./км².

## Комментарии
1. ↑  В состав резервации входит часть населённого пункта.